# سایوز ام‌اس-۱۷
سایوز-ام‌اس-۱۷ (به روسی: Союз )(به معنای اتحاد) یک مأموریت سرنشین دار سازمان ملی فضانوردی روسیه به سمت ایستگاه فضایی بین‌المللی محسوب می‌شود.

همچنین فضاپیمای این مأموریت وظیفه ارسال و بازگرداندن تعدادی از فضانوردان گروه اعزامی ۶۳ و گروه اعزامی ۶۴ را نیز بر عهده داشت.

فضانوردان این مأموریت توانستند برای نخستین بار به شیوه فوق سریع و در زمانی حدود ۳ ساعت پس از پرتاب  با موفقیت به ایستگاه فضایی بین‌المللی متصل شوند. همچنین در این مأموریت دو فضانورد ذخیره به دلیل ریسک های ناشی از دنیاگیری کووید-۱۹ در نظر گرفته شده بود.

## خدمه مأموریت
| نام            | ملیت                | تعداد پرواز | نقش عملیاتی | تصویر |
| سرگئی ریژیکوف  | روسیه               | ۲           | فرمانده     |       |
| سرگئی اسورچکوف | روسیه               | ۱           | مهندس پرواز |       |
| کاتلین روبینز  | ایالات متحده آمریکا | ۲           | مهندس پرواز |       |

## نگارخانه

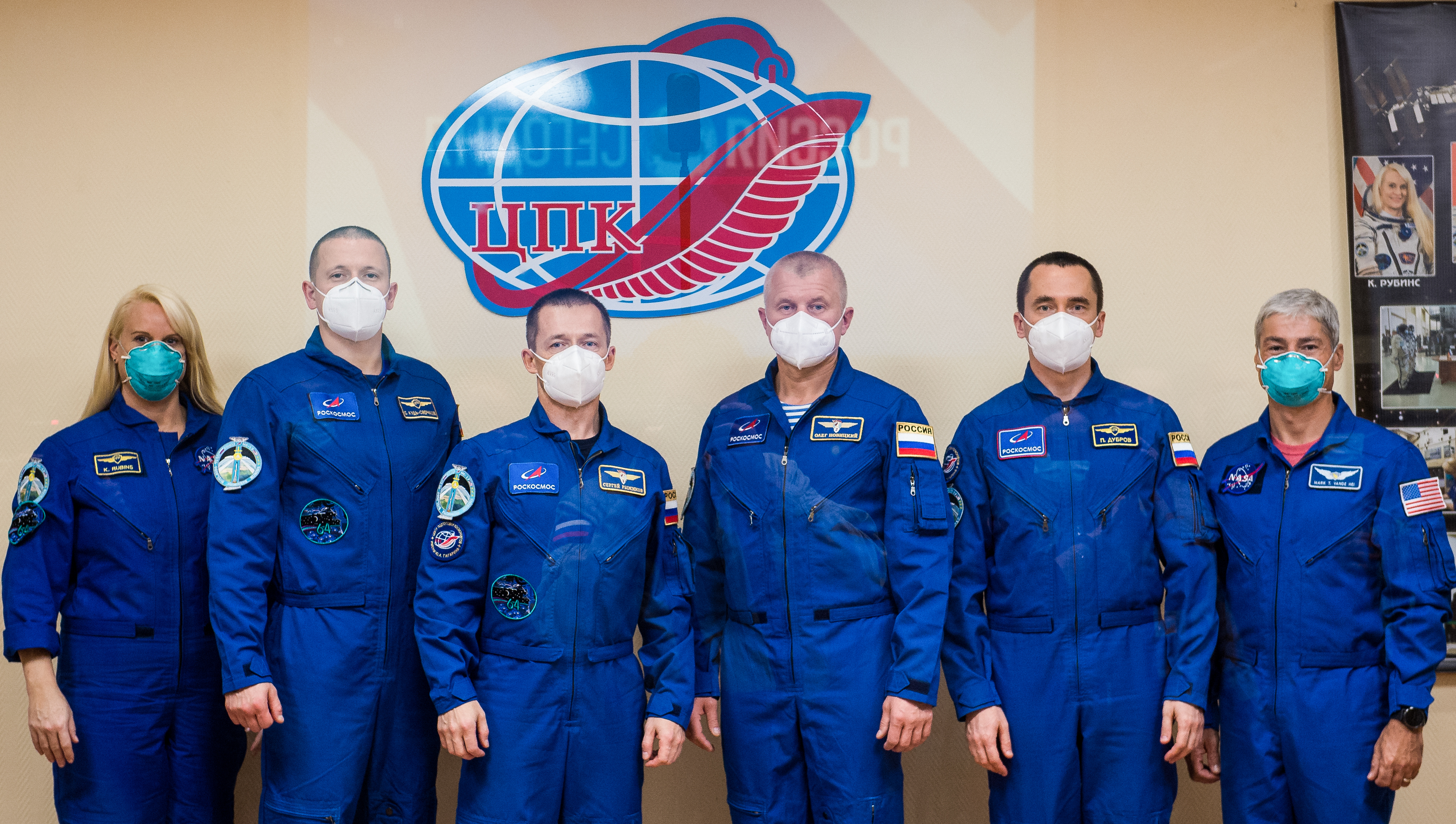
فضانوردان اصلی و پشتیبان ام‌اس-۱۷
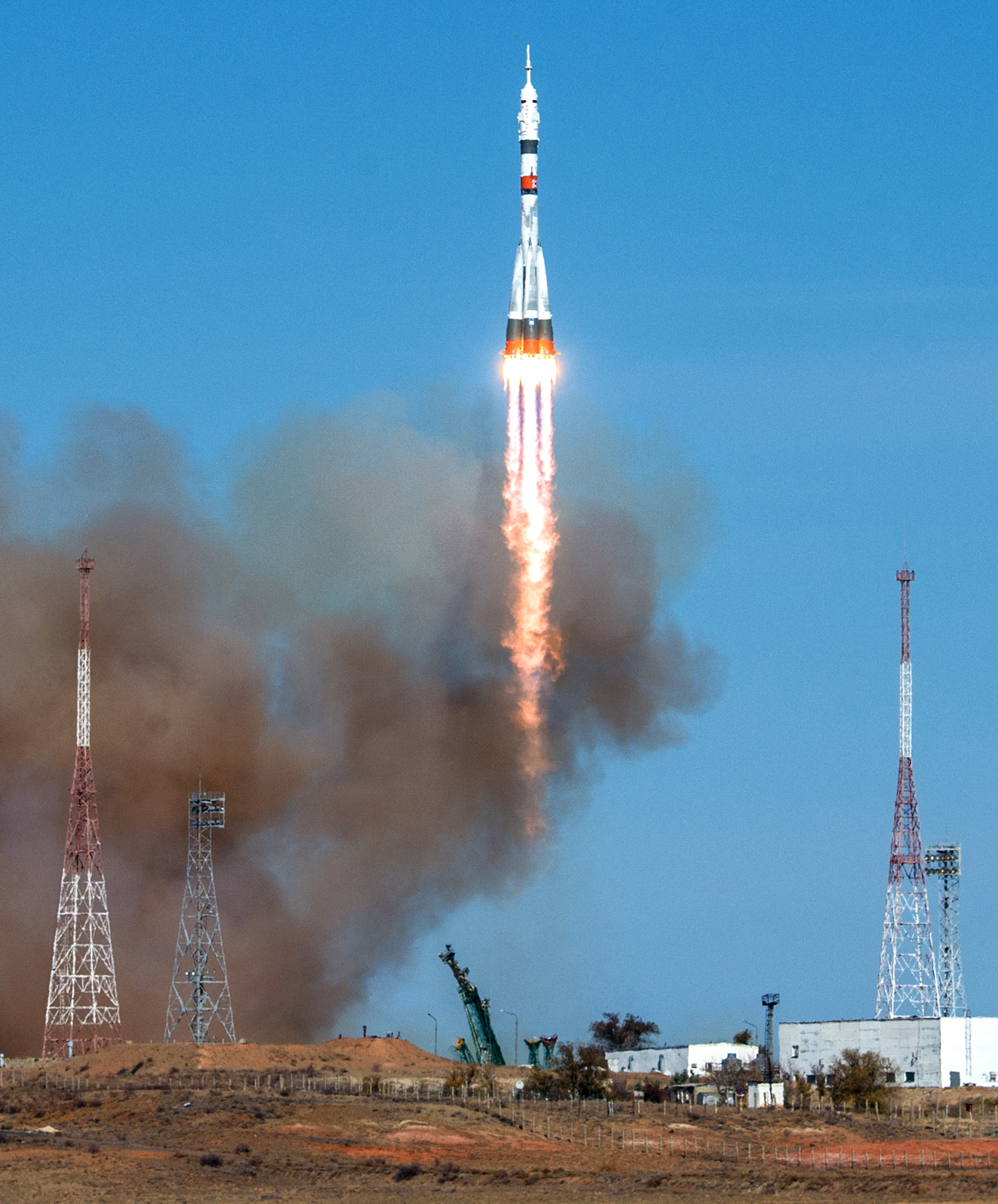
پرتاب ام‌اس-۱۷
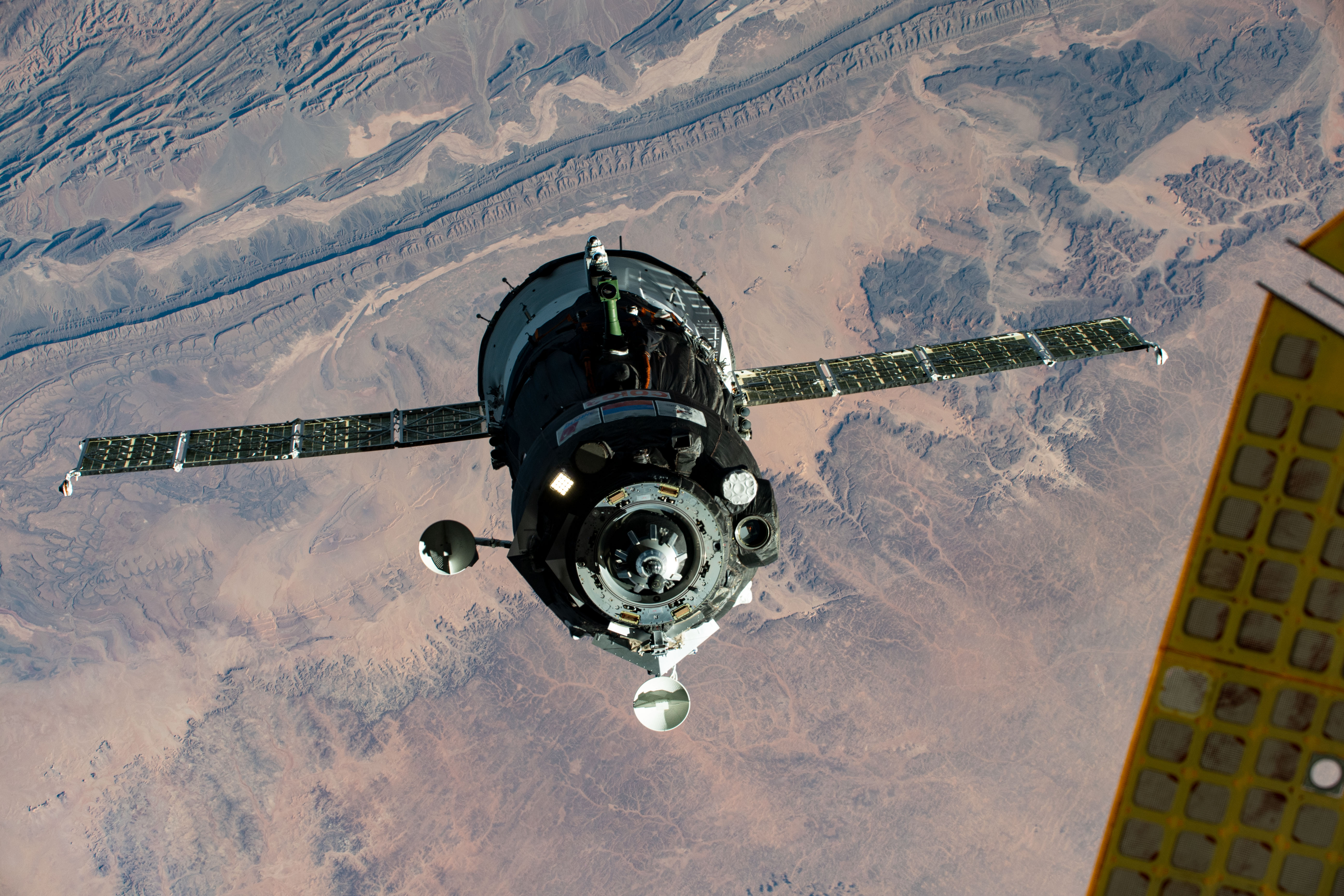
ام‌اس-۱۷ به ایستگاه نزدیک می‌شود
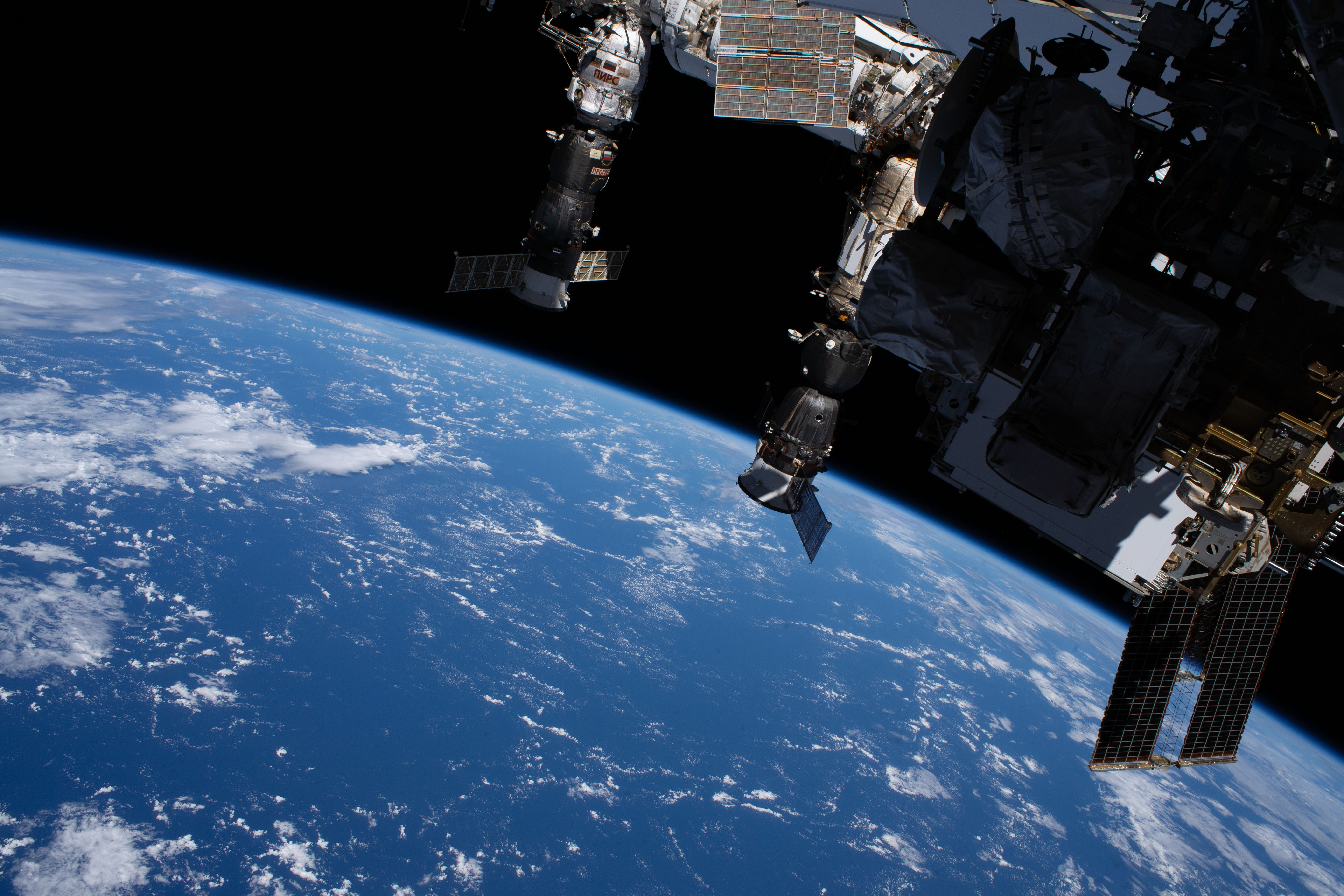
ام‌اس-۱۷ از دید ساکنین ایستگاه